# 利勒諾鎮區 (密歇根州)
利勒諾鎮區（英語：Leelanau Township）是位於美國密歇根州利勒諾縣的一個行政鎮區。

## 地方資料
利勒諾鎮區的面積為589.40平方千米，當中陸地面積為127.50平方千米，而水域面積為461.90平方千米。根據2020年美國人口普查的數據，當地共有人口2048人，而人口密度為每平方千米3.47人。